# آلبرت بروم
آلبرت بروم (انگلیسی: Albert Broome; ۳۰ مهٔ ۱۹۰۰ – ۱ ژانویهٔ ۱۹۸۹) بازیکن فوتبال اهل بریتانیا بود.
از باشگاه‌هایی که در آن بازی کرده‌است می‌توان به باشگاه فوتبال منچستر یونایتد و باشگاه فوتبال اولدهام اتلتیک اشاره کرد.